# クルト・ニルセン
クルト・ニルセン（Kurt Nilsen、1978年9月29日 - ）は、ノルウェー・ベルゲン出身の歌手。
2003年に放送されたテレビ番組『アイドル』（TV2で放送されているノルウェー版『ポップアイドル』）で優勝し、タル・バックマンによって作曲された「She's So High」で歌手デビューする。デビュー・アルバム『I』はノルウェーのアルバムチャートで1位を記録した。以降も複数の作品をリリースし、ノルウェーで高い人気を得ている。

## 来歴
高校卒業後、配管工として生計を立てつつ、ノルウェーのバンド、フェンリックレーンのリードシンガーとして音楽活動を開始。
2003年に放送されたテレビ番組『アイドル』で優勝。なお、毎週の投票で「下位3/2」の場所から生き残って優勝した過去7人しかいない出場者の1人である。
2004年1月1日に放送された『ワールドアイドル』では、アメリカの覇者ケリー・クラークソンらを破り、世界一のアイドルになった。その時の曲はU2の「ビューティフル・デイ」だった。オーストラリアの審査員イアン・ディクソンは「あなたは天使の声をしていますが、見た目はホビットに似ていますね。これが中つ国のアイドル（のコンテスト）だったら、あなたは文句なしの勝者でしたよ」とコメントした。
2作目のアルバム『A Part of Me』（2004年）では、自ら作詞も手がけた。

## 私生活
2005年1月、ニルセンは婚約者であるクリスティン・ヤコブセンと別れた。 彼らは11年間生活しており、マルテ（1996年生まれ）とエリック（2000年生まれ）という2人の子供がいる。 2006年1月、新しい恋人のクリスティンはニルセンの3番目の子供であるルーカスを出産、その年の後半に結婚するも、2013年5月に別居した。ノルウェーのハルダンゲル高原にあるギターの形をした高山小屋に住んでおり、全国的な注目を集めている。

## ディスコグラフィ

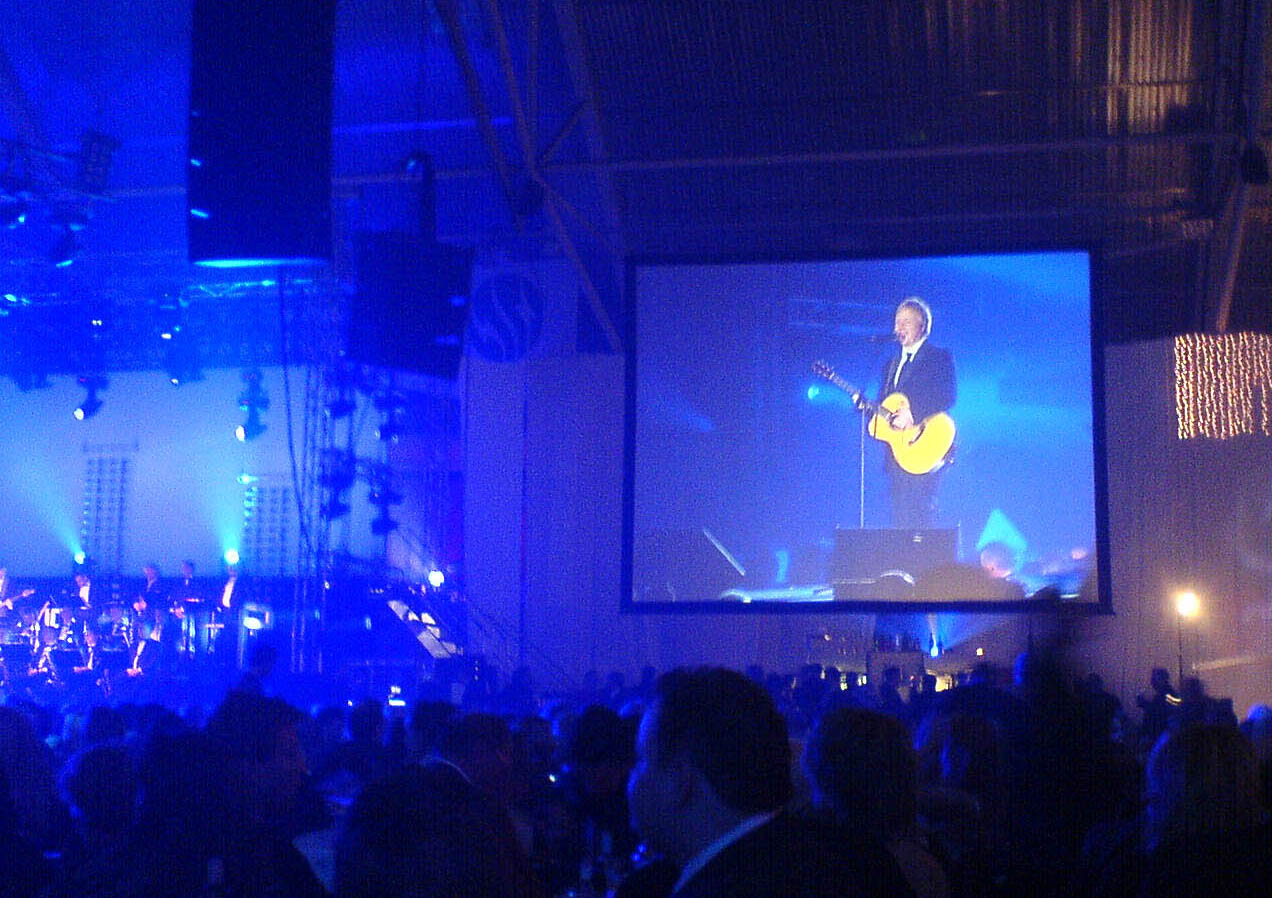
オスロでのライブ

### スタジオ・アルバム
- I (2003年)
- A Part of Me (2004年)
- Push Push (2007年)
- Rise To The Occasion (2008年)
- Have Yourself a Merry Little Christmas (2010年)
- Inni En God Periode (2013年)
- Amazing (2017年)

### ライブ・アルバム
- Hallelujah Live (2006年)
- Hallelujah Live Volume 2 (2009年)
- Kurt Nilsen Live (2013年)